# Holzmühle (Pillnach)
Holzmühle, die Wüstung einer Einöde, war ein amtlich benannter Gemeindeteil der ehemaligen Gemeinde Pillnach.
Die Lage der ehemaligen Holzmühle am Großen Leithenbach liegt heute auf Gemeindegebiet von Kirchroth im niederbayerischen Landkreis Straubing-Bogen. Der Ort gehörte zur kath. Pfarrei Pondorf.
In der Matrikel des Bistums Regensburg von 1838 wird der Ort bezeichnet als „Großleutenbach oder Holzmühl“.  Holzmühle gehörte 1808 zum Steuerdistrikt Pondorf und 1818 bei Gemeindegründung zu Pillnach.  Die letztmalige Erwähnung in den amtlichen Ortsverzeichnissen für Bayern erfolgte mit den Volkszählungsdaten von 1970.

## Einwohnerentwicklung
| Jahr        | 1838     | 1860     | 1861     | 1871    | 1875    | 1885    | 1900    | 1925    | 1950    | 1961    | 1970    |
| ----------- | -------- | -------- | -------- | ------- | ------- | ------- | ------- | ------- | ------- | ------- | ------- |
| Einwohner   | 6 Seelen | 5 Seelen | 10 Einw. | 4 Einw. | 5 Einw. | 6 Einw. | 2 Einw. | 5 Einw. | 2 Einw. | 1 Einw. | 1 Einw. |
| Wohngebäude | 1 Haus   | 1 Haus   | 2 Geb.   | 5 Geb.  |         | 1 Wgb.  | 1 Wgb.  | 1 Wgb.  | 1 Wgb.  | 1 Wgb.  |         |